# Tom Roden
 (août 2020).
Tom Roden est un ancien prieuré bénédictin de l'abbaye de Corvey, aujourd'hui à Höxter.

## Histoire

Carte de Corvey vers 1250

Une chapelle dédiée à Sainte-Madeleine est mentionnée sur le lieu en 1184. L'abbé Hermann von Holte fonde un prieuré de Corvey autour de la chapelle. Un premier prévôt est mentionné en 1244. Le prévôt commande un petit chapitre, mais est subordonné à Corvey. Un couvent et des dignitaires sont présents pendant le XIIIe siècle.
À partir de 1284, il y a une procession des chanoines de Nienkerken lors de fêtes spéciales vers Tom Roden. La chapelle et la plupart des autres bâtiments sont détruits par un incendie en 1324 et en 1327. Les attaques du duc Othon II de Brunswick-Lunebourg sur le territoire de Corvey peuvent avoir joué un rôle à cet égard. Ils sont ensuite reconstruits. La restauration de la chapelle est attestée par une fondation d'autel datant de 1422 en l'honneur de la Bienheureuse Vierge Marie Solitaire. La construction d'un deuxième autel montre l'importance de l'église. En 1431, deux prébendes sont déplacés de Corvey à Tom Roden. L'ancien prévôt Hermann von Stockhausen agresse Tom Roden et Corvey en 1455.
Le bureau du prévôt de tom Roden était souvent associé à celui du prévôt de Corvey. Certains d'entre eux vivent également à Corvey. Surtout depuis la seconde moitié du XVe siècle, le bureau peut être une pure sinécure.
Vers 1482, le ruisseau Schelpe, qui alimente le prieuré en eau, est détourné vers le sud par un canal pour amener l'eau au monastère de Corvey. Corvey avait convenu avec la ville de Höxter que la ville pourrait utiliser l'eau de la Grube et Corvey pourrait utiliser l'eau du Schelpe.
Johann von der Lippe est le dernier prévôt et déménage à Höxter en 1501. La fin peut aussi avoir un lien avec son refus de rejoindre la congrégation de Bursfelde. Il vit avec ses fils sur les revenus de l'ancien prieuré. Après sa mort en 1538, il n'est plus occupé pour des raisons financières. On ne sait pas combien de temps les messes ont duré dans la chapelle. L'installation sert comme carrière.

## Archéologie
Le complexe est examiné archéologiquement de 1975 à 1980 sous la direction de Gabriele Isenberg. Les ruines sont fouillées et aménagées pour être accessibles. Les vestiges, qui sont partiellement maçonnés en 1990 et 1991, mesurent environ 1 à 2 mètres de haut.
La chapelle se trouvait au sud des autres bâtiments. C'était une basilique à trois nefs avec une abside de chœur. L'église mesurait 37 m de long et 15 m de large. Elle avait un clocher occidental mesurant 11 sur 10 m. Au milieu de l'église, il y avait un jubé qui divisait l'église en une église monastique et une église populaire. Au nord de l'église, les bâtiments du monastère sont disposés autour d'un cloître. Deux puits sont également découverts dans cette zone. L'un des bâtiments du monastère mesurait 36 sur 9,50 m de long et était divisé en différentes pièces. La chapelle et le bâtiment du monastère sont construits en construction solide. Le bâtiment du prévôt avait probablement deux étages. Au moins trois bâtiments avaient une cheminée. On découvre aussi une muraille.
Un système sophistiqué d'alimentation en eau et divers types de systèmes de chauffage sont mis au jour.
La plupart des petites découvertes peuvent être datées du XIIIe siècle et du début du XIVe siècle, ce qui indique la période de prospérité du prieuré.
Le cimetière est aussi mis au jour. Des restes de 52 squelettes sont trouvés. En plus des membres du prieuré, des résidents d'une colonie associée y furent enterrés.